# Davide Formolo
Davide Formolo (født 25. oktober 1992) er en professionel cykelrytter fra Italien, der er på kontrakt hos Movistar Team.
Formolo blev professionel i 2014 da han skrev kontrakt med Cannondale. I 2019 blev han italiensk mester i linjeløb.